# Vysočany, Bánovce nad Bebravou
Vysočany este o comună slovacă, aflată în districtul Bánovce nad Bebravou din regiunea Trenčín. Localitatea se află la altitudinea de 250 m deasupra n.m., se întinde pe o suprafață de 4,32 km2 și în 2017 număra 112 locuitori.

## Istoric
Localitatea Vysočany este atestată documentar din 1232.

## Demografie
| An:                | 1994 | 2004    | 2014   | 2024   |
| ------------------ | ---- | ------- | ------ | ------ |
| Număr de persoane: | 155  | 129     | 120    | 118    |
| Diferență:         |      | −16,77% | −6,97% | −1,66% |

| An:                | 2023 | 2024   |
| ------------------ | ---- | ------ |
| Număr de persoane: | 116  | 118    |
| Diferență:         |      | +1,72% |